# Praezygaena afghana
Praezygaena afghana är en fjärilsart som beskrevs av Moore 1859. Praezygaena afghana ingår i släktet Praezygaena och familjen bastardsvärmare. Inga underarter finns listade i Catalogue of Life.